# Folketingswahl 1981
- Y: 5
- F: 21
- A: 59
- B: 9
- M: 15
- Sonst.: 4
- Q: 4
- V: 20
- C: 26
- Z: 16

Die Folketingswahl 1981 am 8. Dezember war die 58. Wahl zum dänischen Parlament, dem Folketing. Ausgeschrieben wurde die Wahl am 12. November desselben Jahres. Die regierenden Sozialdemokraten erlitten wahrnehmbare Verluste, blieben aber weiter die mit Abstand größte Partei bei den Wahlen. Profiteure der Wahl waren einerseits die links der Sozialdemokraten stehende Socialistisk Folkeparti, andererseits die im Parteienspektrum mittig verordneten Centrum-Demokraterne. Beide konnten jeweils rund fünf Prozentpunkte dazugewinnen und ihre Fraktionsstärken in etwa verdoppeln. Danmarks Retsforbund schied erneut aus dem Folketing aus, während sich die Kristeligt Folkeparti und die Venstresocialisterne noch knapp behaupten konnten.
Die Sozialdemokraten führten zunächst ihre Alleinregierung mit dem Kabinett Jørgensen V fort. Nach gerade mal elf Monaten trat Anker Jørgensen jedoch als Ministerpräsident zurück und übergab die Regierungsgeschäfte an Poul Schlüter von der oppositionellen Det Konservative Folkeparti, der bis zur nachfolgenden Wahl mit weiteren Parteien im Kabinett Schlüter I regierte.

## Wahlmodus
Wahlberechtigt zur Folketingswahl waren alle dänischen Staatsbürger, die das 18. Lebensjahr vollendet hatten und einen Wohnsitz in Dänemark besaßen. Jeweils zwei Mandate wurden auf den Färöern und auf Grönland vergeben, 175 Mandate wurden im übrigen Dänemark in einer Verhältniswahl vergeben. Dabei wurden zunächst 135 so genannte Wahlkreismandate (kredsmandater) auf die 17 Groß- und Amtskreise (stor- og amtskredse) aufgetrennt und dort nach dem regionalen Stimmverhältnis verteilt. Anschließend wurden landesweit nochmals weitere 40 Ausgleichsmandate (tillægsmandater) ausgegeben, um den Stimmverhältnissen möglichst nahe zu kommen. Für diese Mandatsverteilung galt eine Zwei-Prozent-Hürde, die allerdings mit einem Wahlkreismandat umgangen werden konnte.

## Ergebnisse

### Dänemark
| Partei                                                   | Liste              | Stimmen   | Prozent   | ± %       | Sitze     | ± Sitze   |
| -------------------------------------------------------- | ------------------ | --------- | --------- | --------- | --------- | --------- |
| Socialdemokratiet Sozialdemokraten                       | A                  | 1.026.726 | 32,9 %    | −5,4      | 59        | ▼ 9       |
| Det Konservative Folkeparti Konservative                 | C                  | 0.451.478 | 14,5 %    | +2,0      | 26        | ▲ 4       |
| Socialistisk Folkeparti Sozialistische Volkspartei       | F                  | 0.353.373 | 11,3 %    | +5,4      | 21        | ▲ 10      |
| Venstre, Danmarks Liberale Parti Liberale Partei         | V                  | 0.353.280 | 11,3 %    | −1,2      | 20        | ▼ 2       |
| Fremskridtspartiet Fortschrittspartei                    | Z                  | 0.278.383 | 08,9 %    | −2,1      | 16        | ▼ 4       |
| Centrum-Demokraterne Zentrumsdemokraten                  | M                  | 0.258.522 | 08,3 %    | +5,1      | 15        | ▲ 9       |
| Det Radikale Venstre Sozialliberale                      | B                  | 0.160.053 | 05,1 %    | −0,3      | 09        | ▼ 1       |
| Venstresocialisterne Linkssozialisten                    | Y                  | 0.082.711 | 02,7 %    | −1,0      | 05        | ▼ 1       |
| Kristeligt Folkeparti Christliche Volkspartei            | Q                  | 0.072.174 | 02,3 %    | −0,3      | 04        | ▼ 1       |
| Danmarks Retsforbund Gerechtigkeitsbund                  | E                  | 0.045.174 | 01,4 %    | −1,2      | 0         | ▼ 5       |
| Danmarks Kommunistiske Parti Kommunistische Partei       | K                  | 0.034.625 | 01,1 %    | −0,8      | 0         | –         |
| Kommunistisk Arbejderparti Kommunistische Arbeiterpartei | R                  | 0.004.223 | 00,1 %    | −0,3      | 0         | –         |
| Socialistisk Arbejderparti Sozialistische Arbeitspartei  | I                  | 0.002.034 | 00,1 %    | neu       | 0         | –         |
| Parteilose                                               | Parteilose         | 0.000.807 | 00,0 %    | −0,0      | 0         | –         |
|                                                          |                    |           |           |           |           |           |
| Wahlberechtigte                                          | Wahlberechtigte    | 3.775.333 | 3.775.333 | 3.775.333 | 3.775.333 | 3.775.333 |
| Abgegebene Stimmen                                       | Abgegebene Stimmen | 3.143.444 | 3.143.444 | 3.143.444 | 3.143.444 | 3.143.444 |
| Gültige Stimmen                                          | Gültige Stimmen    | 3.123.563 | 3.123.563 | 3.123.563 | 3.123.563 | 3.123.563 |
| Wahlbeteiligung                                          | Wahlbeteiligung    | 83,3 %    | 83,3 %    | 83,3 %    | 83,3 %    | 83,3 %    |

### Färöer
| Partei                                                      | Stimmen | Prozent | ± %    | Sitze  | ± Sitze |  |
| ----------------------------------------------------------- | ------- | ------- | ------ | ------ | ------- |  |
| Sambandsflokkurin Unionisten                                | 4.393   | 26,4 %  | −4,1   | 1      | ▬ 0     |  |
| Javnaðarflokkurin Sozialdemokraten                          | 4.070   | 24,5 %  | +0,8   | 1      | ▬ 0     |  |
| Tjóðveldisflokkurin Republikaner                            | 3.441   | 20,7 %  | −0,1   | 0      | –       |  |
| Fólkaflokkurin Volkspartei                                  | 3.073   | 18,5 %  | +2,4   | 0      | –       |  |
| Sjálvstýrisflokkurin Selbstverwaltungspartei                | 867     | 5,2 %   | +1,0   | 0      | –       |  |
| Framburðs- og Fiskivinnuflokkurin Fortschritt und Fischerei | 773     | 4,7 %   | −0,0   | 0      | –       |  |
|                                                             |         |         |        |        |         |  |
| Wahlberechtigte                                             | 30.127  | 30.127  | 30.127 | 30.127 | 30.127  |  |
| Abgegebene Stimmen                                          | 16.696  | 16.696  | 16.696 | 16.696 | 16.696  |  |
| Gültige Stimmen                                             | 16.617  | 16.617  | 16.617 | 16.617 | 16.617  |  |
| Wahlbeteiligung                                             | 55,4 %  | 55,4 %  | 55,4 % | 55,4 % | 55,4 %  |  |

### Grönland
| Partei                                                                                               | Stimmen | Prozent | ± %    | Sitze  | ± Sitze |  |
| --- | ------- | ------- | ------ | ------ | ------- |  |
| Atassut Gemeinsinn                                                                                   | 9.223   | 48,9 %  | +4,0   | 1      | ▬ 0     |  |
| Siumut Vorwärts                                                                                      | 7.126   | 37,7 %  | −6,4   | 1      | ▬ 0     |  |
| Inuit Suleqatigiit (Sulisartut Partiiat & Inuit Ataqatigiit) Arbeiterpartei & Gemeinschaft der Inuit | 2.529   | 13,4 %  | neu    | 0      | –       |  |
| |         |         |        |        |         |  |
| Wahlberechtigte                                                                                      | 32.466  | 32.466  | 32.466 | 32.466 | 32.466  |  |
| Abgegebene Stimmen                                                                                   | 19.803  | 19.803  | 19.803 | 19.803 | 19.803  |  |
| Gültige Stimmen                                                                                      | 18.878  | 18.878  | 18.878 | 18.878 | 18.878  |  |
| Wahlbeteiligung                                                                                      | 61,0 %  | 61,0 %  | 61,0 % | 61,0 % | 61,0 %  |  |